# رابرت هاردی اندروز
رابرت هاردی اندروز (انگلیسی: Robert Hardy Andrews) (October 19, 1903 - November 11, 1976) یک رمان نویس بود.
از فیلم‌هایی که وی در آن‌ها نقش داشته است، می‌توان به شهر دختران اشاره نمود.